# سيسيل باريس
سيسيل باريس (20 سبتمبر 1911 في الهند - 4 أبريل 1998 بونشستر في المملكة المتحدة) (بالإنجليزية: Cecil Paris)‏ هو محامي ولاعب كريكت بريطاني. لعب مع نادي مقاطعة هامبشاير للكريكت ‏ ونادي مارليبون للكريكت ‏.

## وصلات خارجية
- سيسيل باريس على موقع إي آس بي آن كريك إنفو (الإنجليزية)